# 이봐요, 골드버그 부인
이봐요, 골드버그 부인(Yoo-Hoo, Mrs. Goldberg)은 미국에서 제작된 아비바 켐프너 감독의 2009년 다큐멘터리 영화이다. 루스 베이더 긴즈버그 등이 주연으로 출연하였고 아비바 켐프너 등이 제작에 참여하였다.

## 출연

### 주연
- 루스 베이더 긴즈버그
- 거트루드 버그

### 조연
- 사라 체이스
- 비올라 해리스
- 노먼 레어
- 매들린 리
- 마가렛 내글
- 수잔 스탬버그
- 로버타 월러치